# Gemeenschap van Taizé

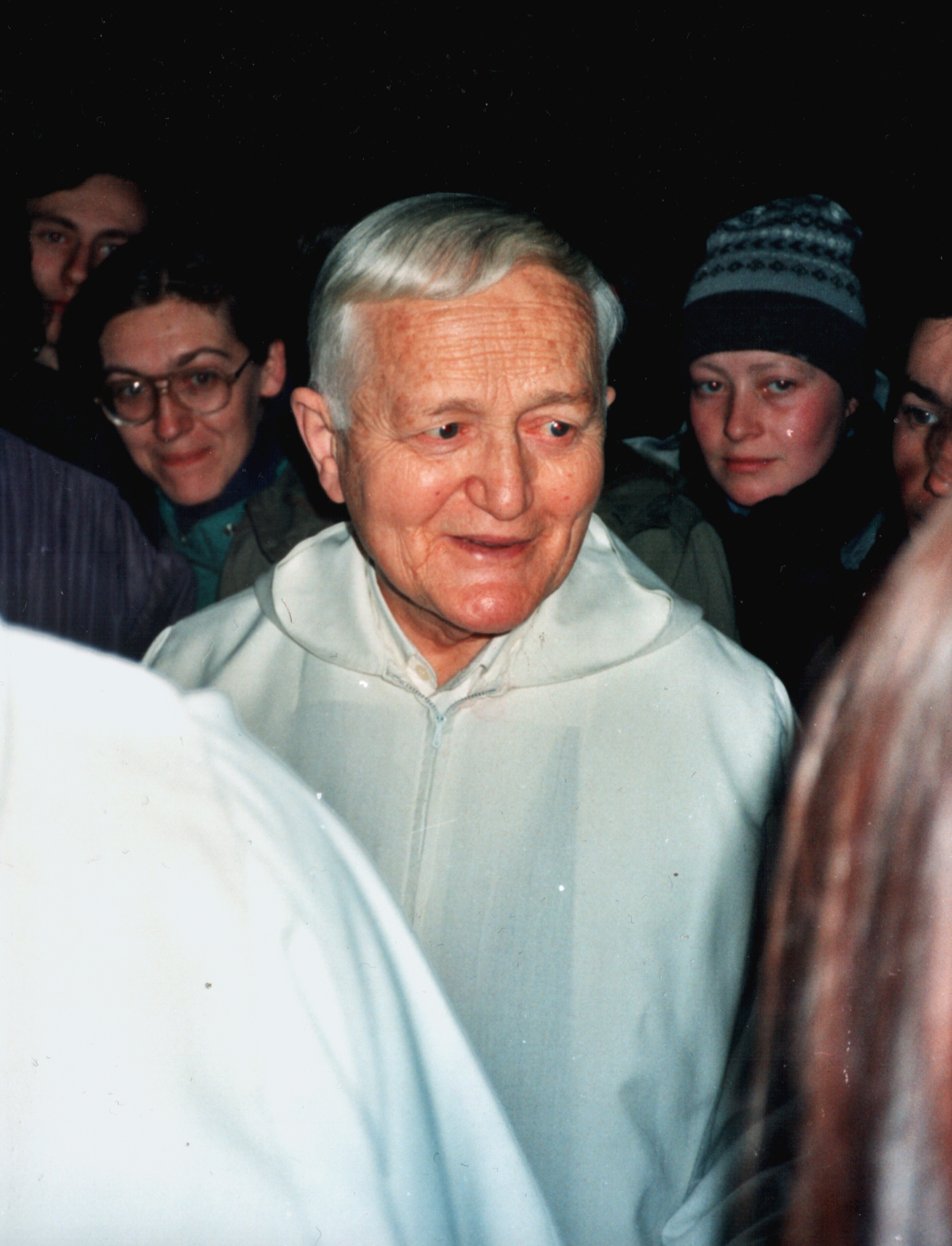
Broeder Roger, 1991

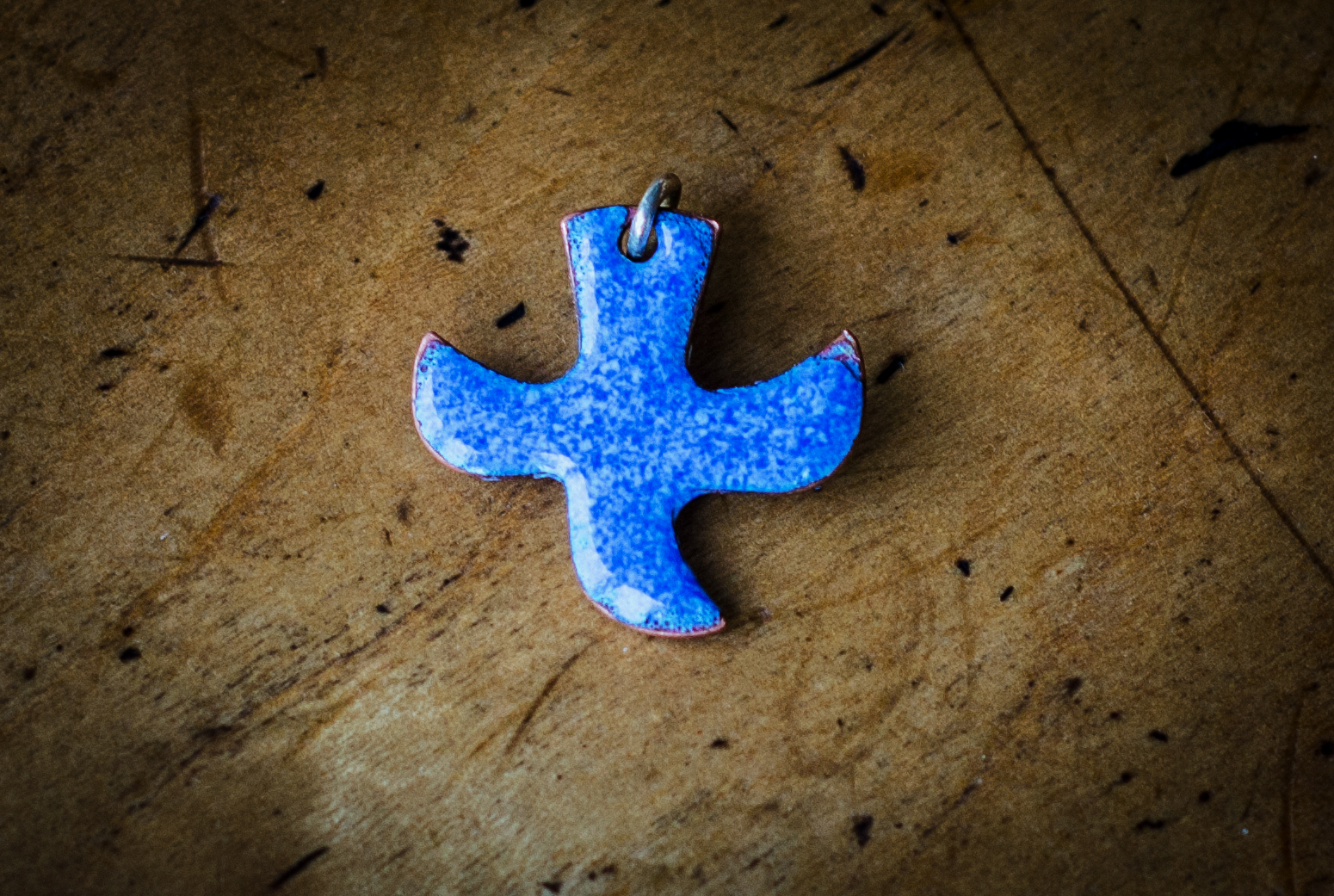
Een Taizékruisje, het beeldmerk van de gemeenschap

De Gemeenschap van Taizé (Frans: Communauté de Taizé) is een internationale christelijke oecumenische kloostergemeenschap die haar oorsprong vond in Taizé (Bourgondië, Frankrijk).

## Geschiedenis
De geschiedenis van de gemeenschap begint in 1940 toen broeder Roger (Roger Schutz) in het plaatsje Taizé in de omgeving van Cluny aankwam. Hij kocht er een huis waar hij mensen opving die het oorlogsgeweld trachtten te ontvluchten, voornamelijk Joden. In 1942 moest hij vluchten, maar reeds in 1944 keerde hij in Taizé terug. In de tussentijd hadden de eerste broeders zich bij hem aangesloten, waarmee hij de oecumenische gemeenschap stichtte.
In de jaren na de oorlog bezochten de broeders geregeld gevangenen uit een nabijgelegen krijgsgevangenenkamp, die welkom waren in hun zondagse diensten. Ze namen ook weeskinderen op. Sinds 1949 wijden de broeders van Taizé zich aan een leven in celibaat, gemeenschapsleven en eenvoud. Op paaszondag 17 april 1949 legden de eerste zeven broeders daarover de Levensgeloften af. Anno 2007 waren er ruim 100 broeders in de communiteit.
Theologen bezochten Taizé om kennis te maken met de oecumenische kloostergemeenschap. Vanaf eind jaren vijftig kwamen ook in toenemende mate jongeren op bezoek in Taizé.
Op 16 augustus 2005 werd broeder Roger tijdens een dienst neergestoken door een verwarde Roemeense vrouw. Hij overleed aan zijn verwondingen. Broeder Alois, die door broeder Roger tot zijn opvolger was benoemd, heeft zijn plaats ingenomen. Op 14 mei 2006 ontving de gemeenschap in Middelburg een Four Freedoms Award vanwege het bevorderen van de vrijheid van godsdienst. De prijs werd door broeder Alois in ontvangst genomen. Op adventszondag 3 december 2023 trad broeder Alois af als prior en werd hij opgevolgd door broeder Matthew (Andrew Thorpe).
De gemeenschap zendt broeders uit naar achterstandsgebieden in Europa en een aantal ontwikkelingslanden daarbuiten, waaronder Bangladesh.

## Onderscheidingen
2006: Four Freedoms Award voor godsdienstvrijheid

## Jongerenontmoetingen in Taizé
Elke week (maar vooral in de zomer en rond Pasen) komen duizenden jongeren uit heel Europa naar Taizé voor een meestal kortere (één week) of soms langere periode van ontmoeting en bezinning. Elke dag geven de broeders van de gemeenschap Bijbelinleidingen. Driemaal per dag komen de broeders met alle bezoekers bijeen voor het gemeenschappelijk gebed in de Verzoeningskerk, met veel zingen en een lange tijd van stilte. In de momenten tussen deze diensten is er tijd voor bezinning, discussie, gebed en stilte, al dan niet in een groepje van jongeren met verschillende nationaliteiten. Op veel plaatsen in België en Nederland worden regelmatig bijeenkomsten georganiseerd in de stijl van de gemeenschap van Taizé.

## Europese jongerenontmoeting
Jaarlijks wordt er van 29 december tot en met 2 januari een jongerenontmoeting georganiseerd in een grote stad ergens in Europa. Tienduizenden jongeren nemen deel aan deze samenkomsten. Ze worden ontvangen door parochies, gemeenten en families van de stad waar de ontmoeting plaatsvindt. Velen kunnen terecht bij gastgezinnen, waarmee ze eventueel samen nieuwjaar vieren.

### Lijst van gaststeden
- 1978 -  Parijs, Frankrijk
- 1979 -  Barcelona, Spanje
- 1980 -  Rome, Italië
- 1981 -  Londen, Verenigd Koninkrijk
- 1982 -  Rome, Italië
- 1983 -  Parijs, Frankrijk
- 1984 -  Keulen, Duitsland
- 1985 -  Barcelona, Spanje
- 1986 -  Londen, Verenigd Koninkrijk
- 1987 -  Rome, Italië
- 1988 -  Parijs, Frankrijk
- 1989 -  Wrocław, Polen
- 1990 -  Praag, Tsjechië
- 1991 -  Boedapest, Hongarije
- 1992 -  Wenen, Oostenrijk
- 1993 -  München, Duitsland
- 1994 -  Parijs, Frankrijk
- 1995 -  Wrocław, Polen
- 1996 -  Stuttgart, Duitsland
- 1997 -  Wenen, Oostenrijk
- 1998 -  Milaan, Italië
- 1999 -  Warschau, Polen
- 2000 -  Barcelona, Spanje
- 2001 -  Boedapest, Hongarije
- 2002 -  Parijs, Frankrijk
- 2003 -  Hamburg, Duitsland
- 2004 -  Lissabon, Portugal
- 2005 -  Milaan, Italië
- 2006 -  Zagreb, Kroatië
- 2007 -  Genève, Zwitserland
- 2008 -  Brussel, België
- 2009 -  Poznań, Polen
- 2010 -  Rotterdam, Nederland (  Europese Unie Europese jongerenontmoeting Taizé Rotterdam)
- 2011 -  Berlijn, Duitsland
- 2012 -  Rome, Italië
- 2013 -  Straatsburg, Frankrijk
- 2014 -  Praag, Tsjechië
- 2015 -  Valencia, Spanje
- 2016 -  Riga, Letland
- 2017 -  Bazel, Zwitserland
- 2018 -  Madrid, Spanje
- 2019 -  Wroclaw, Polen
- 2020 -  online
- 2021 -  online
- 2022 -  Turijn (in juli), Italië
- 2022 -  Rostock, Duitsland
- 2023 -  Ljubljana, Slovenië

## Muziek uit Taizé
Kenmerkend voor de gemeenschap zijn de liederen die in de gebedsvieringen gebruikt worden. Het zijn korte liederen die gewoonlijk vele malen achter elkaar gezongen worden. De gedachte hierachter is, dat het lied als een gebed in je onderbewustzijn een plaats vindt, en zo de hele dag kan dienen als meditatief, stil verlangen naar God. Vaak zijn de liederen een of twee regels lang, vierstemmig of canon en worden ze begeleid door gitaar of orgel met eventueel enkele solo-instrumenten.

## Galerij

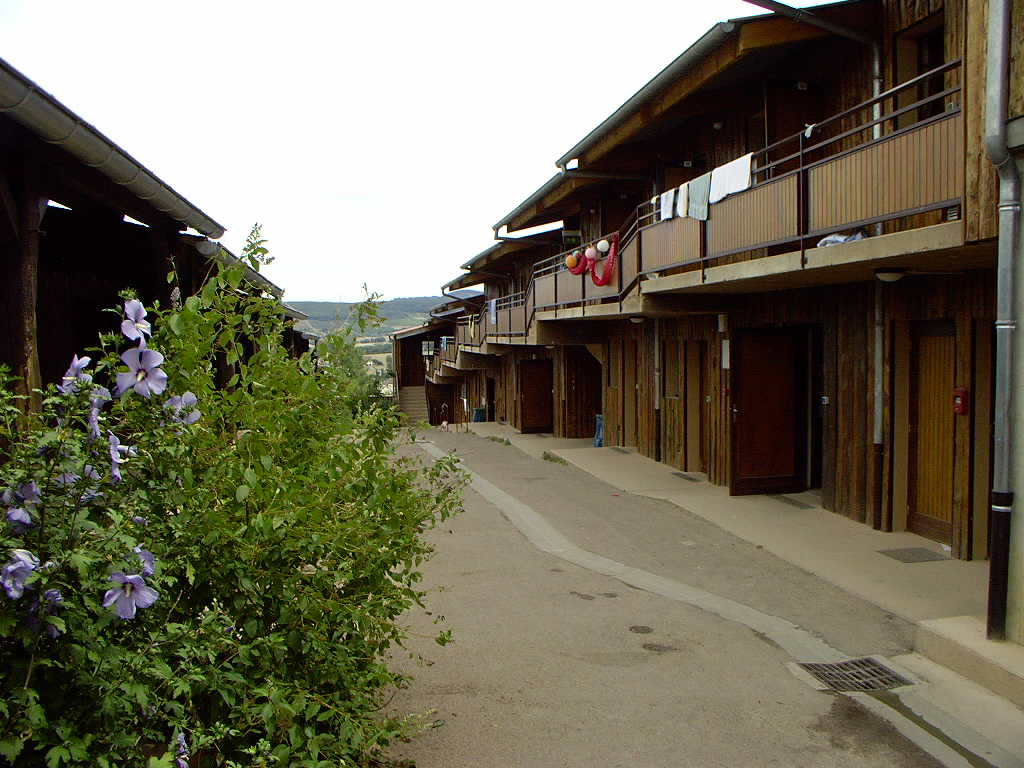
Barakken op het terrein van de gemeenschap
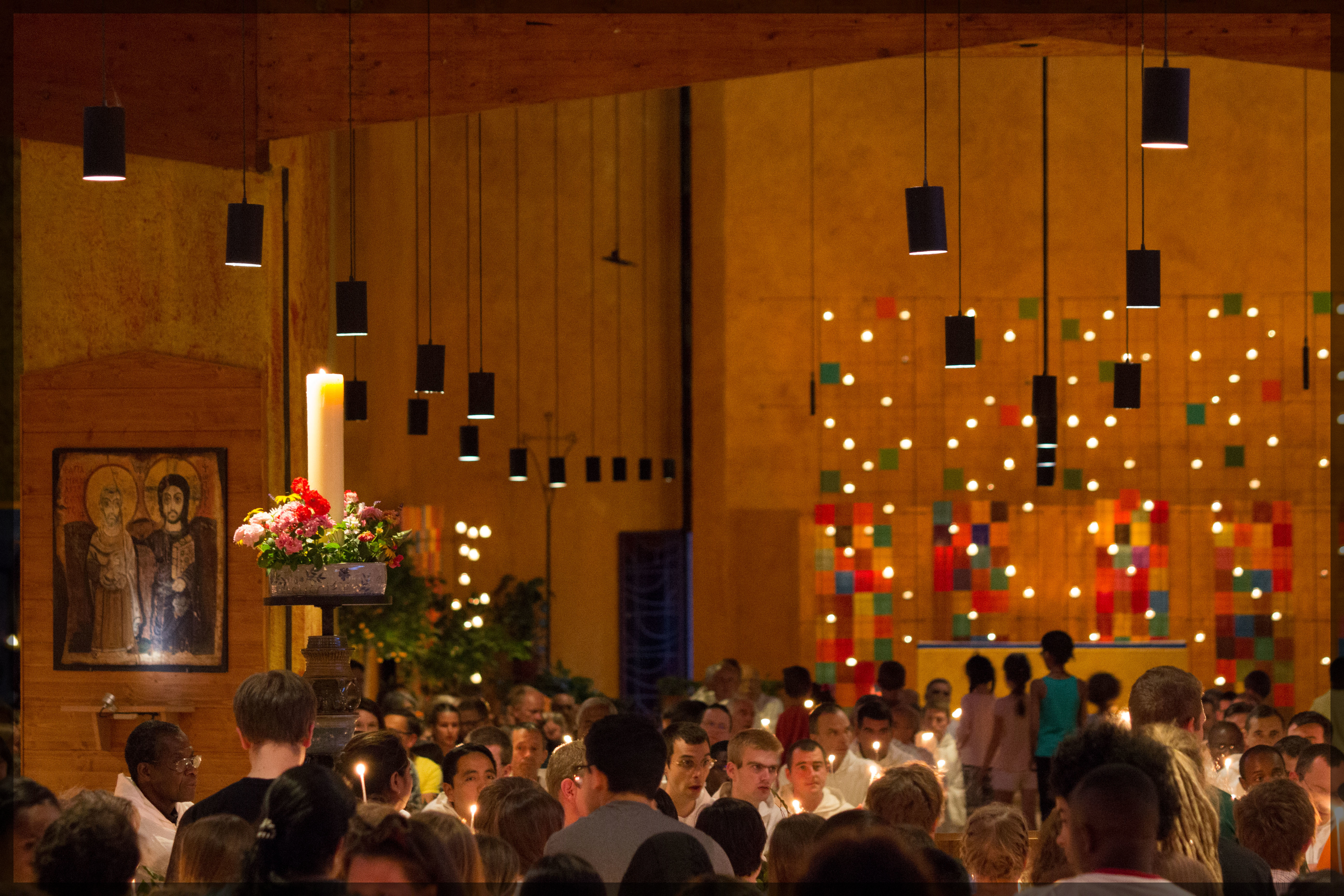
Een kerkdienst in de Verzoeningskerk
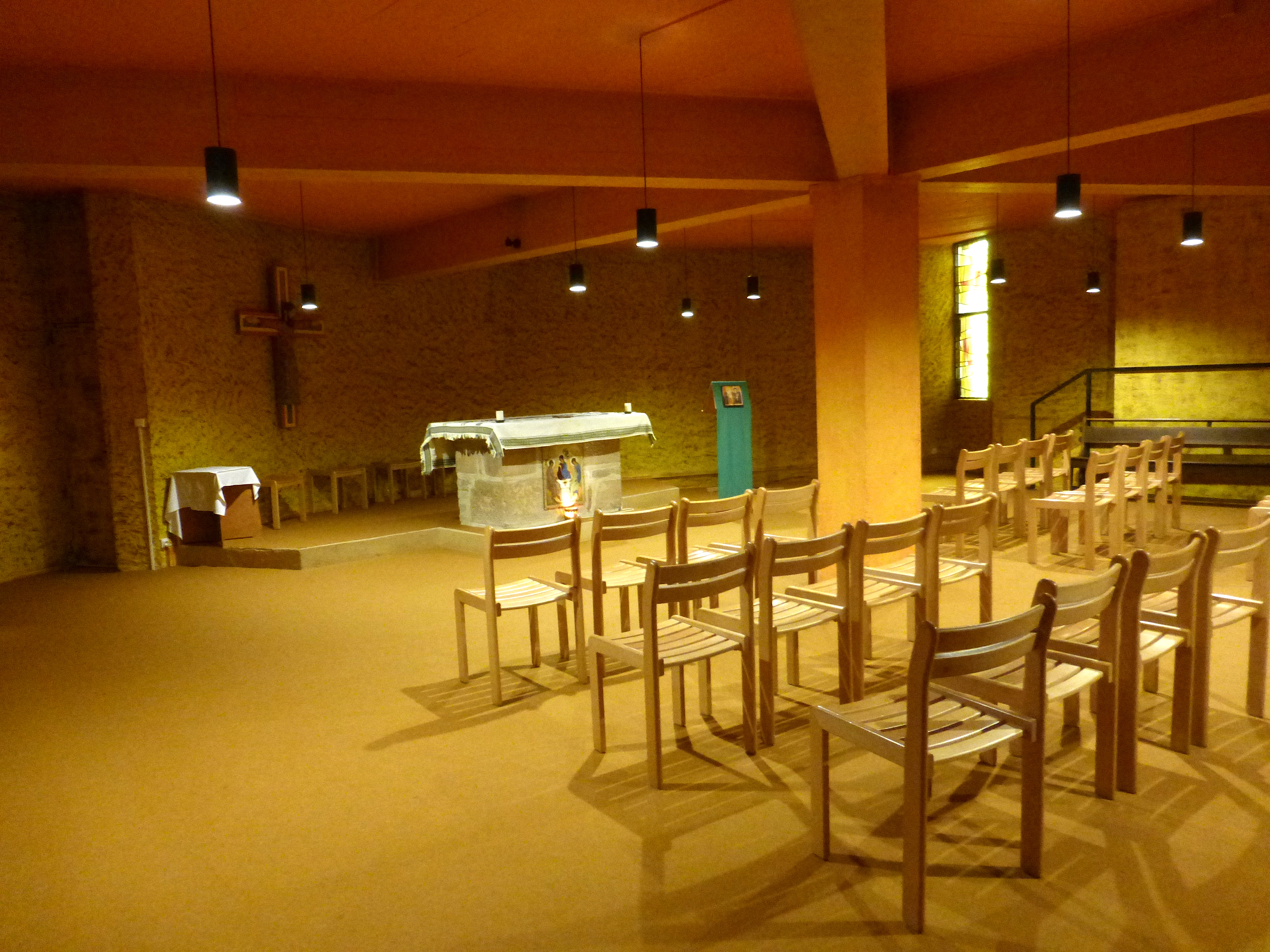
De crypte van de kerk